# Borneo del Nord
Il Borneo del Nord  (o Borneo Settentrionale Britannico) fu un protettorato britannico sotto il controllo della British North Borneo Company dal 1882 al 1946, e successivamente una colonia della corona britannica, denominata Colonia del Borneo del Nord, dal 1946 al 1963.
Era situato a nordest dell'isola del Borneo, corrispondentemente all'attuale Stato di Sabah, facente parte della Malaysia.

## Storia
Prima del XIX secolo, il territorio del Borneo del Nord non era mai stato rivendicato o dominato da alcuna nazione o realtà straniera, anche se i sultani del Brunei e di Sulu avevano manifestato sempre un certo interesse per gli insediamenti costieri della regione, proclamando su di essi una blanda sovranità. Nel 1773 la Compagnia delle Indie orientali, con il permesso del sultano di Sulu, tentò un primo insediamento coloniale europeo tramite una stazione commerciale nell'isola di Balambangan, che si rivelò tuttavia una esperienza fallimentare e poco redditizia.
Un secondo tentativo occidentale di insediamento dell'isola succedette nel 1865, quando il console statunitense nel Brunei, Charles Lee Moses, chiese ed ottenne la concessione dei territori nord occidentali dell'isola per un periodo di dieci anni al sultano del Brunei. Tuttavia, le vicende della guerra civile americana portarono gli Stati Uniti ad abbandonare ogni mira espansionistica verso i territori asiatici, e fu così che Lee Moses fu indotto a recarsi ad Hong Kong per rivendere i suoi diritti ad una cordata di mercanti statunitensi e cinesi, facenti capo a Joseph William Torrey, il quale, dopo aver acquistato la concessione fu nominato dal sultano del Brunei, Maharaja del Borneo del Nord. Torrey, costituita la "American Trading Company", tentò di costruire un nuovo insediamento alle foci del fiume Kimanis, che chiamò Ellena, ma la mancanza di finanziamenti e le numerose epidemie scoppiate tra i coloni lo spinsero a rinunciare all'impresa a partire dal 1866. Nel 1875 Torrey decise di rivendere i propri diritti sulla regione al console dell'Impero austro-ungarico ad Hong Kong, il barone Gustav Overbeck, il quale ottenne il rinnovo dei diritti per altri dieci anni sia dai sovrani del Brunei che di Sulu con un accordo firmato il 22 gennaio 1878 con l'assunzione del titolo di "Maharajah di Sabah e raja di Gaya e Sandokan" con tutti i diritti sovrani dalla baia di Kimanis, ad ovest, fino al fiume Seboekoe ad est. La nuova concessione fu possibile anche grazie ai finanziamenti di una delle più importanti ditte commerciali occidentali presenti in Cina, la Dent & Co. Nonostante i suoi sforzi Von Overbeck non riuscì ad attirare gli interessi coloniali del suo paese nei confronti di questa regione e, dopo aver cercato di rivendere la concessione ottenuta al governo italiano per farne una colonia penale senza alcun risultato, cedette la sua parte di diritti al suo finanziatore, il britannico Alfred Dent, il quale nel 1881, insieme a suo fratello Edward, fondarono la North Borneo Chartered Company ed ottennero un Regio decreto legge dalla corona britannica che la poneva sotto la sua protezione. I Dent furono appoggiati per la loro iniziativa sia da Sir Rutherford Alcock, rappresentante della corona britannica in Giappone, e dall'ammiraglio britannico Henry Keppel.
Il territorio fu ampliato con ulteriori acquisizioni a danno del Brunei e con il trattato del 20 giugno 1891 fu delimitato il confine con i possessi coloniali olandesi a sud, portando la sua estensione a 76.110 km².